# Club Sportivo Robur
Il Club Sportivo Robur è stata una società pallavolistica femminile italiana con sede a Scandicci.

## Storia della società
Fondata nel 1968, la Robur iniziò dai campionati di Serie C e vinse alcuni titoli giovanili nei primi anni settanta. Nel 1973, sponsorizzata dal Lanificio Valdagna, approdò per la prima volta in Serie A.
All'esordio in massima serie (1973-74), con allenatore Giuntini, la squadra biancoazzurra vinse immediatamente lo scudetto, dopo una lunga rincorsa conclusasi positivamente sull'Orlandini Reggio Emilia; importante fu il contributo dell'atleta romena Rodica Popa, già miglior giocatrice agli Europei del 1971. Negli anni successivi il piccolo sodalizio toscano giocò così in Coppa dei Campioni, utilizzando l'impianto sportivo della Ruini Firenze.
Per altri due anni (1974-75 e 1975-76), nei quali la Valdagna fu allenata prima dall'allenatore della Nazionale italiana Aldo Bellagambi e poi da Luigi Zipoli, il club primeggiò in campionato.  Tra le giocatrici si possono annoverare Camilla Iulli, ex Fini Modena e già capitano della Nazionale, e Cristina Lensi. Persa la sponsorizzazione della Valdagna, dopo tre scudetti consecutivi, lo Scandicci, nel campionato 1976-77, retrocesse immediatamente in A2. Lasciò definitivamente anche la seconda serie al termine della stagione 1984-85: nel 1988 termina ogni attività fondendosi con il Volley Club Scandicci, andando a creare una nuova società denominata Unione Pallavolo Scandicci.

## Palmarès
- Campionato italiano: 3

1973-74, 1974-75, 1975-76